# 上鳥島 (珍島郡)
上鳥島 （サンジョ＝ド、かみちょうとう、朝: 상조도）は、朝鮮半島南西沖にある島。大韓民国全羅南道珍島郡鳥島面に属する。

## 概要
上鳥島は、朝鮮半島南西端付近にある珍島のさらに南西沖にある島嶼のひとつである。島の南東に位置する下鳥島、南西に位置する羅拝島、大馬島、北に位置する玉島（オク＝ト、옥도）などとともに鳥島群島を構成している。島は、東西に細長い形状をしている。面積は、10.37平方キロメートル。
島の全域が多島海海上国立公園に指定されている。高さ221メートルのトリ山（도리산）は島の最高地点であり、多くの島々が点在する眺望を楽しむことができる。鳥島群島の主島である下鳥島とは、長さ510メートルの鳥島大橋で結ばれている。